# Ceann Ear
Ceann Ear és l'illa més gran de les illes Monach o grup Heisgeir, un arxipèlag del nord-oest d'Escòcia, al Regne Unit. Es tracta d'una illa de 231 hectàrees de grandària i una alçada màxima de 16 msnm.
L'illa està connectada per bancs de sorra amb Ceann Iar via Sibhinis durant la marea baixa. Es diu que en un temps es va poder caminar tota la ruta fins a Baleshare, i North Uist, a 5 milles (8,0 km) de distància en la marea baixa.
Igual que les altres illes Monach, va ser abandonada originalment a causa del sobrepasturatge i repoblada després de les Highland Clearances. Avui totes les illes del seu grup són una reserva natural nacional.